# Mughiphantes pulcher
Mughiphantes pulcher är en spindelart som först beskrevs av Kulczynski 1881.  Mughiphantes pulcher ingår i släktet Mughiphantes och familjen täckvävarspindlar. Inga underarter finns listade i Catalogue of Life.